# Textieltechnologie
Textieltechnologie is een professionele bachelor van 3 jaar. In Vlaanderen kan je deze opleiding enkel volgen aan HOGENT. Deze opleiding behandelt de verschillende soorten vezels, machines, en de vele verschillende verwerkings-, bewerkings-, productie- en veredelingstechnieken. Afgestudeerden komen terecht in onderzoeks- en leidinggevende functies in de textielindustrie.
Tot academiejaar 2014-2015 was textieltechnologie ook een van de afstudeerrichtingen van de master in de industriële wetenschappen aan UGent.